# 宮古島市総合博物館
宮古島市総合博物館（みやこじましそうごうはくぶつかん）は、沖縄県宮古島市にある市立博物館である。

## 概説
1979年（昭和54年）に当時の平良市によって民具等の民俗資料を収蔵する平良市歴史民俗資料館として開館。1989年（平成元年）11月に自然史資料を加えるとともに、平良市総合博物館に改称。また、2005年（平成17年）に市町村合併により、平良市以外の合併町村の資料を収蔵するとともに、宮古島市総合博物館に名称を変更した。
- 開館時間 - 9:00-16:30[5]
- 休館日
  - 毎週月曜日（月曜日が祝日の場合は翌日も休館）
  - 国民の祝日
  - 年末年始（12月29日-1月3日）
  - 特別な事情により、館長が休館の必要を認めたとき
- 入館料
  - 一般 - 300円
  - 大学・高校 - 200円
  - 中学・小学校 - 100円
20名以上の団体は50円引

## 新博物館構想
老朽化等のため新博物館の建設が計画されており、2022年（令和4年）の着工、2025年度（令和7年度）の完成が予定されている。